# Paul Eckel
Paul Eckel (* 8. August 1900; † 13. August 1971) war ein deutscher Mediziner und Standespolitiker.

## Leben
Eckel, der aus Grumbach stammte, studierte nach Absolvierung des Gymnasiums in Kreuznach und Kriegsdienst im letzten Jahr des Ersten Weltkrieges in Heidelberg und München Medizin und wurde, wie seine beiden älteren Brüder, bei der Turnerschaft Ghibellinia zu Heidelberg aktiv. Seine röntgenologische Fachausbildung erhielt er in Bonn und am Rudolf-Virchow-Krankenhaus in Berlin, um sich danach als Röntgenfacharzt in Spandau niederzulassen. Während des Zweiten Weltkrieges war er als Röntgenologe in verschiedenen Lazaretten tätig. 1948 ließ er sich als Radiologe in Hannover nieder.
Von 1926 bis 1933 war Eckel Vorsitzender des Reichsverbandes der angestellten Ärzte e.V., Gründer des Landesverbandes Niedersachsen des Hartmannbundes und dessen Vorsitzender bis 1957, von 1957 bis 1960 Mitglied des Beirates beim Bundesvorstand des Hartmannbundes, aus dem er 1957 austrat. 1952 wurde Eckel Vorstandsmitglied der Ärztekammer Niedersachsen, 1954 deren Vizepräsident, von April 1958 bis 1971 Präsident der Kammer. 1960/61 war er Präsident des Weltärztebundes, daneben auch Mitglied des Vorstandes der Bundesärztekammer und der Vertreterversammlung der Kassenärztlichen Bundesvereinigung.
Paul Eckel war Honorarprofessor an der Medizinischen Fakultät der Georg-August-Universität Göttingen. Verheiratet war er mit der promovierten Ärztin Edith Eckel, geb. Meyer (* 1899 in Wilhelmshaven; † 1982 in Hannover). Das Ehepaar hatte fünf gemeinsame Kinder: Etta (* 1933), promovierte Juristin und mit dem Bundeswirtschaftsminister Karl Schiller verheiratet, Heyo (* 1935), promovierter Arzt, Radiologe und Standespolitiker, Hilka, verheiratete Machens (* 1936), Volkswirtschaftlerin, Frauke, verheiratete Haffner (* 1939), Betriebswirtschaftlerin und Meike, verheiratete Heym (* 1941), Lehrerin.

## Auszeichnungen
- Großes Verdienstkreuz des Verdienstordens der Bundesrepublik Deutschland (1965)
- Großes  Verdienstkreuz des Niedersächsischen Verdienstordens
- Paracelsus-Medaille der deutschen Ärzteschaft (1970)